# Meteorologiåret 1959

## Händelser

### Februari
- 15 februari - United States Weather Bureau publicerar en rapport som fastställer att "världen är mitt uppe i en långvarig uppvärmningstend", baserat på data smlad i Antarktis. Dr. H.E. Landsberg, direktör för byråns klimatologiavdelning, säger att orsaken är okänd, men tillägger "en teori är att förändringarna orsakats av människan" [1]

### April
- 2 april - En superblixt, starkare än den ordinarie blixten, slår ner på ett kornfält vid Leland, Illinois, USA vilket skapar en krater, 1 fot djup, och krossar fönster i hemmen inom ett avstånd på minst en engelsk mil.[2]
- 8 april - 78.0 millimeter nederbörd faller över Härnösand, Sverige vilket innebär nytt svenskt dygnsnederbördsrekord för månaden [3].

### Juni
- Juni-augusti - Sverige upplever en varm sommar.

### Juli
- Juli
  - 333 millimeter nederbördsmängd faller över Bäckaskog, Sverige vilket innebär månadsnederbördsrekord för Skåne [4].
  - 247 millimeter regn faller över Grundsjön på Ryssberget på gränsen mellan Skåne och Blekinge i Sverige medan månaden på många andra håll i Sverige är rekordtorr [5].
- 2 juli – I Aputiteeq, Grönland uppmäts temperaturen -6,1 °C, vilket blir Grönlands lägst uppmätta temperatur för månaden [6].
- 18-24 juli - Sverige upplever en heltorr fruntimmersvecka [7].
- 31 juli
  - 100 millimeter regn faller över Blekinge, Sverige inom 24 timmar innebär dygnsnederbördsrekord för Blekinge [8].
  - 260 millimeter nederbörd faller över Vånga, Sverige enligt privata mätningar [4].

### Augusti
- 8 augusti – Över 2 000 personer omkommer vid 2 000 personer dödas vid översvämningar i Taiwan [9].
- 14 augusti – Tyfonen Georgia slår till mot Japan och dödar 137 personer.  Då den når Honshuön orsakas den största skadan någonsin på Japans järnvägar [10]
- 31 augusti – I Nikkaluokta, Sverige uppmäts temperaturen - 8.5 °C vilket blir Sveriges lägsta uppmätta temperatur för månaden [11].
- 29 augusti – Blixten dödr nio personer på en eftermiddag i nodöstra USA.  Tre av dem är ute på picknick i Pottsville, Pennsylvania; två av dem är golfare, en i Hartford, Connecticut and another in Rumson, New Jersey; en båtägare i White Plains, New York; en man som arbetar på ett tak i Jersey City, New Jersey; en man stående utomhus i Bronx i New York; och en hemmafru som står i ett kök i Dartmouth, Massachusetts.[12]

### September
- 26 september - "Isewantyfonen", också känd som Tyfonen Vera slår till mot Nagoya i Japan och skapar en 17 fot hög tidvatten våg och vindar på 160 engelska mil i timmen, och rör sig sedan runtom i Japan. Den starkaste stormen någonsin i Japan orsakas, och dödar över 5 000 personer, skadar över 32 000 och lämnar 1,5 miljoner personer hemlösa.[13]

### Oktober
- 27 oktober - Över 1 000 personer i Mexiko dödas då en orkan slår till mot delstaterna Colima och Jalisco.  Staden Minatitlán skadas svårast, med vindar, översvämningar och jordskred.[14]

## Födda
- 11 mars – Harold E. Brooks, amerikansk meteorolog.
- 12 juni – David Brown, australisk meteorolog.

## Avlidna
- Okänt datum – Ivan Ray Tannehill, amerikansk meteorolog.

### Fotnoter
1. ↑  "World in Midst of Warming Trend", Oakland Tribune, February 15, 1959, p1
2. ↑  Christopher C. Burt, Extreme Weather: A Guide & Record Book (W. W. Norton & Company, 2007), p149
3. ↑  SMHI Arkiverad 26 augusti 2010 hämtat från the Wayback Machine.
4. 1 2  SMHI
5. ↑  SMHI
6. ↑  DMI
7. ↑  SMHI
8. ↑  ”SMHI”. Arkiverad från originalet den 8 september 2010. https://web.archive.org/web/20100908215559/http://www.smhi.se/kunskapsbanken/meteorologi/blekinges-klimat-1.4831. Läst 5 februari 2011.
9. ↑  Faktakalendern 2006, Semic, 2005
10. ↑  "Second Typhoon Hits Central Japan", San Antonio Light, August 14, 1959, p28
11. ↑  SMHI Arkiverad 9 september 2010 hämtat från the Wayback Machine.
12. ↑  "9 Killed By Lightning in Wide Storm", Oakland Tribune, August 30, 1959, p1
13. ↑  "Japan typhoon", Encyclopedia of Disasters by Angus M. Gunn (Greenwood Publishing Group, 2007), pp456–57
14. ↑  "Mexico Storm Toll Total Nears 1,500", San Antonio Express and News, October 31, 1959, p1